# Aruba nos Jogos Olímpicos da Juventude
Predefinição:Info/Youth Olympics Aruba
Aruba estreou-se nos Jogos Olímpicos da Juventude logo na edição inaugural (Verão de 2010). O país não entrou nas Olimpíadas de Inverno da Juventude de 2012. Aruba ainda não alcançou um lugar no pódio em provas dos Jogos Olímpicos da Juventude, não contando por isso com nenhuma medalha.